# 克孜勒珀納爾
克孜勒珀納爾是土耳其的城鎮，由泰基爾達省負責管轄，位於該國西北部，距離首府泰基爾達約55公里，海拔高度150米，該鎮由來自保加利亞的伊斯蘭教難民所建成，2016年人口29,670。